# Joachim Bertele
Joachim Bertele (* 23. Dezember 1967) ist ein deutscher Diplomat. Seit 2021 ist Bertele gemeinsam mit seiner Frau Christina Beinhoff per Job sharing Botschafter der Bundesrepublik Deutschland im Königreich Schweden.

## Leben und Ausbildung
Bertele ist mit der deutschen Diplomatin Christina Beinhoff verheiratet und hat zwei Kinder.
Er legte 1992 das Erste juristische Staatsexamen in Konstanz ab und absolvierte das Rechtsreferendariat von 1992 bis 1995 mit Stationen in Freiburg, Lörrach, Neu-Delhi (Indien) und Stuttgart. Das Zweite juristische Staatsexamen folgte 1996 in Freiburg. Auch im Jahr 1996 erlangte er den Grad eines Master of Law an der University of Cambridge (England) und 1997 wurde er an der Albert-Ludwigs-Universität Freiburg zum Doktor der Jurisprudenz promoviert.

## Laufbahn
Nach seinem Eintritt in den Auswärtigen Dienst im Jahr 1997 absolvierte Bertele bis 1999 zunächst den Vorbereitungsdienst für den höheren auswärtigen Dienst. Von 1999 bis 2001 war er als Referent für die Beziehungen zu Serbien und Montenegro in der Zentrale des Auswärtigen Amts eingesetzt. Von 2001 bis 2004 war er an der Deutschen Botschaft Seoul in Südkorea politischer Referent.
Im Jahr 2004 wurde er in das Bundeskanzleramt versetzt, wo er bis 2007 Referent in der außenpolitischen Abteilung mit Zuständigkeit für den Nahen Osten, Asien, Afrika und Lateinamerika war. Im Jahr 2007 wechselte er in das Büro des französischen Premierministers François Fillon und fungierte dort als Berater für die deutsch-französischen Beziehungen. Es folgte 2009 eine kurze Standzeit als Europareferent an der Deutschen Botschaft in Paris.
Im Jahr 2010 wurde Bertele stellvertretender Leiter des Referates für die Beziehungen zu den Staaten Mittel-, Südost- und Osteuropas im Bundeskanzleramt. Von 2014 bis 2015 wurde er zum Leiter dieser Arbeitseinheit befördert. Im Jahr 2015 stieg Bertele zum Leiter der Gruppe Außenpolitik, Sicherheitspolitik und Globale Fragen im Bundeskanzleramt, Besoldungsgruppe B6, auf. Von 2019 bis 2021 war er Beauftragter für Fragen des allgemeinen und besonderen Völkerrechts im Auswärtiges Amt.
Seit dem 10. August 2021 ist er Co-Botschafter in Stockholm und wechselt sich mit seiner Ehefrau alle acht Monate in der Leitung der Auslandsvertretung ab.